# ۵۶۲ (پیش از میلاد)
۵۶۲ (پیش از میلاد) ۵۶۲مین سال قبل از تقویم میلادی است.